# Puchar Karpat kobiet w skokach narciarskich 2018/2019
Puchar Karpat kobiet w skokach narciarskich 2018/2019 – szósta edycja tego pucharu, w którego skład wszedł tylko jeden konkurs, który odbył się 14 września w rumuńskim Râșnovie.
Konkurs indywidualny, oraz całą edycję wygrała Włoszka Annika Sieff. Drugie miejsce wywalczyła reprezentantka Ukrainy Witalina Herasymjuk, a trzecie Amerykanka Annika Belshaw.
W tabeli końcowej sklasyfikowane zostały dwadzieścia dwie skoczkinie z dziewięciu państw.

## Kalendarz i wyniki
| Lp | Data             | Miejscowość | Skocznia                    | Punkt K | HS   | Uwagi | 1. miejsce   | 2. miejsce          | 3. miejsce     |
| -- | ---------------- | ----------- | --------------------------- | ------- | ---- | ----- | ------------ | ------------------- | -------------- |
| 1. | 14 września 2018 | Râșnov      | Trambulina Valea Cărbunării | K64     | HS71 | –     | Annika Sieff | Witalina Herasymjuk | Annika Belshaw |

## Klasyfikacja generalna
| Miejsce | Zawodniczka         | Występy | Punkty | Strata |
| ------- | ------------------- | ------- | ------ | ------ |
| 1.      | Annika Sieff        | 1       | 100    | –      |
| 2.      | Witalina Herasymjuk | 1       | 80     | -20    |
| 3.      | Annika Belshaw      | 1       | 60     | -40    |
| 4.      | Carina Militaru     | 1       | 50     | -50    |
| 5.      | Veronika Jenčová    | 1       | 45     | -55    |
| 6.      | Paige Jones         | 1       | 40     | -60    |
| 7.      | Paulina Cieślar     | 1       | 36     | -64    |
| 8.      | Diana Trâmbițaș     | 1       | 32     | -68    |
| 9.      | Arianna Sieff       | 1       | 29     | -71    |
| 10.     | Samantha Macuga     | 1       | 26     | -74    |
| 11.     | Lena Prinoth        | 1       | 24     | -76    |
| 12.     | Jessica Malsiner    | 1       | 22     | -78    |
| 13.     | Daniela Dejori      | 1       | 20     | -80    |
| 14.     | Jillian Highfill    | 1       | 18     | -82    |
| 15.     | Nina Bezúchová      | 1       | 16     | -84    |
| 16.     | Daria Chindriș      | 1       | 15     | -85    |
| 17.     | Nicole Konderla     | 1       | 14     | -86    |
| 18.     | Tetiana Pyłypczuk   | 1       | 13     | -87    |
| 19.     | Tamara Mesíková     | 1       | 12     | -88    |
| 20.     | Delia Folea         | 1       | 11     | -89    |
| 21.     | Esmeralda Gobozowa  | 1       | 10     | -90    |
| 22.     | Anna Twardosz       | 1       | 9      | -91    |